# FDGB-Pokal 1966/67
Der 16. Wettbewerb um den Fußball-FDGB-Pokal fand in der Saison 1966/67 statt.
Der Pokalwettbewerb 1965/66 begann wie im Vorjahr mit der 1. Hauptrunde, die am 13. August 1966 startete und nach territorialen Gesichtspunkten gelost wurde. An dieser nahmen aus der Saison 1965/66 die 15 Bezirkspokalsieger, 30 Mannschaften aus der DDR-Liga (ohne Staffelsieger) und die beiden Letzten der DDR-Oberliga teil.
Vor der 2. Hauptrunde, in der die 14 Oberliga-Mannschaften in das Pokalgeschehen eingriffen, wurde wieder eine Ausscheidungsrunde durchgeführt, für die aus den Siegern der 1. Hauptrunde zwölf Mannschaften gelost wurden.
Mit dem Pokalverteidiger BSG Chemie Leipzig schieden die Oberligisten BSG Wismut Aue, 1. FC Union Berlin und BSG Wismut Gera bereits in der 2. Hauptrunde aus, während für den letztjährigen Pokalfinalist BSG Lokomotive Stendal im Achtelfinale Endstation war. Dieses erreichten neben den zweitklassigen DDR-Ligisten Motor Weimar, FC Rot-Weiß Erfurt, Vorwärts Leipzig, Vorwärts Meiningen, Motor Köpenick auch der drittklassige Bezirksligist BFC Dynamo II, doch nur Erfurt erreichte als unterklassige Mannschaft das Viertelfinale. Dort schieden sie nach einer 0:2-Niederlage bei Motor Zwickau aus.
Die Sachsen erreichten nach einem 2:0 über den HFC Chemie das Finale, wo es gegen Hansa Rostock ging, die nach zwei Spielen den FC Vorwärts Berlin ausgeschaltet hatten.
Pokalsieger wurde die BSG Motor Zwickau, die mit ihrer dritten Finalteilnahme den zweiten Titelgewinn erreichte und sich damit für den Europapokal der Pokalsieger 1967/68 qualifizierte, während Finalist Hansa Rostock auch seine vierte Finalteilnahme nicht zum Titelgewinn nutzen konnte.

## 1. Hauptrunde
Die Spiele fanden am 13. und 14. August 1966 statt.
|                                 | Ergebnis  |                                  |
| ------------------------------- | --------- | -------------------------------- |
| BSG CM Veritas Wittenberge *    | 8:2       | SG Dynamo Schwerin               |
| TSG Wismar II *                 | 1:0       | ASG Vorwärts Rostock-Gehlsdorf   |
| BSG Nord Max Matern Torgelow *  | 0:9       | ASG Vorwärts Neubrandenburg      |
| SG Lichtenberg 47 *             | 0:2       | BSG Motor Köpenick               |
| BSG Stahl Eisenhüttenstadt II * | 0:1       | BSG Energie Cottbus              |
| BSG Aufbau Großräschen *        | 1:2 n. V. | BSG Motor Hennigsdorf            |
| BSG Lokomotive Zittau *         | 1:4       | BSG Aktivist „Karl Marx“ Zwickau |
| ASG Vorwärts Marienberg *       | 1:6       | ASG Vorwärts Cottbus             |
| BSG Aktivist Zwenkau *          | 3:2       | SG Dynamo MK Eisleben            |
| FC Carl Zeiss Jena II *         | 1:3       | BSG Motor Weimar                 |
| BSG Kali Werra Tiefenort *      | 2:3       | BSG Motor Steinach               |
| SG Dynamo Erfurt *              | 1:3       | ASG Vorwärts Meiningen           |
| BSG Stahl Helbra *              | 3:6 n. V. | ASG Vorwärts Leipzig             |
| BSG Traktor Klötze *            | 0:2       | 1. FC Magdeburg                  |
| BSG Lokomotive Kirchmöser *     | 1:0       | TSG Wismar                       |
| BSG Chemie Zeitz                | 2:0       | BSG Motor Eisenach               |
| FSV Lokomotive Dresden          | 4:0       | BSG Motor WEMA Plauen            |
| BSG Fortschritt Weißenfels      | 4:0       | BSG Motor Dessau                 |
| BSG Einheit Greifswald          | 0:2       | BSG Post Neubrandenburg          |
| BSG Chemie Buna Schkopau        | 1:2       | FC Rot-Weiß Erfurt               |
| BSG Aktivist Schwarze Pumpe     | 1:2       | BSG Stahl Eisenhüttenstadt       |
| BFC Dynamo II                   | 4:0       | BSG Motor Babelsberg             |
| BSG Motor WAMA Görlitz          | 1:2       | BSG Stahl Riesa                  |

Durch ein Freilos zog die BSG Motor Bautzen direkt in die Ausscheidungsrunde ein.

## Ausscheidungsrunde
Die Spiele fanden am 7. Oktober 1966 statt.
|                            | Ergebnis  |                                  |
| -------------------------- | --------- | -------------------------------- |
| TSG Wismar II *            | 2:1       | ASG Vorwärts Neubrandenburg      |
| BSG Aktivist Zwenkau *     | 1:1 n. V. | BSG Aktivist „Karl Marx“ Zwickau |
| BSG Fortschritt Weißenfels | 0:2       | FC Rot-Weiß Erfurt               |
| ASG Vorwärts Cottbus       | 5:0       | FSV Lokomotive Dresden           |
| BSG Stahl Eisenhüttenstadt | 4:0       | BSG Motor Bautzen                |
| BSG Motor Hennigsdorf      | 1:2       | BSG Energie Cottbus              |

### Wiederholungsspiel
Das Spiel fand am 12. Oktober 1966 statt.
|                                  | Ergebnis |                        |
| -------------------------------- | -------- | ---------------------- |
| BSG Aktivist „Karl Marx“ Zwickau | 0:1      | BSG Aktivist Zwenkau * |

## 2. Hauptrunde
Die Spiele fanden am 15. und 16. Oktober 1966 statt.
|                              | Ergebnis  |                          |
| ---------------------------- | --------- | ------------------------ |
| BSG CM Veritas Wittenberge * | 2:5       | FC Vorwärts Berlin       |
| BSG Motor Köpenick           | 0:0 n. V. | 1. FC Union Berlin       |
| BSG Motor Weimar             | 1:0       | BSG Wismut Gera          |
| BSG Motor Steinach           | 0:1       | BSG Motor Zwickau        |
| 1. FC Magdeburg              | 0:2       | BFC Dynamo               |
| BSG Lokomotive Kirchmöser *  | 0:3       | BSG Lokomotive Stendal   |
| BSG Post Neubrandenburg      | 1:2       | HFC Chemie               |
| BFC Dynamo II                | 8:0       | BSG Aktivist Zwenkau *   |
| BSG Stahl Riesa              | 1:2       | FC Carl Zeiss Jena       |
| ASG Vorwärts Leipzig         | 4:1       | BSG Wismut Aue           |
| TSG Wismar II *              | 0:4       | F.C. Hansa Rostock       |
| ASG Vorwärts Meiningen       | 1:0       | BSG Chemie Leipzig       |
| FC Rot-Weiß Erfurt           | 5:1       | BSG Chemie Zeitz         |
| ASG Vorwärts Cottbus         | 1:2 n. V. | FC Karl-Marx-Stadt       |
| BSG Stahl Eisenhüttenstadt   | 1:2 n. V. | SG Dynamo Dresden        |
| BSG Energie Cottbus          | 0:1       | 1. FC Lokomotive Leipzig |

### Wiederholungsspiel
Das Spiel fand am 2. November 1966 statt.
|                    | Ergebnis |                    |
| ------------------ | -------- | ------------------ |
| 1. FC Union Berlin | 0:4      | BSG Motor Köpenick |

## Achtelfinale
Die Spiele fanden am 3. und 4. Dezember 1966 statt.
|                          | Ergebnis  |                        |
| ------------------------ | --------- | ---------------------- |
| 1. FC Lokomotive Leipzig | 0:0 n. V. | BSG Motor Zwickau      |
| BSG Motor Weimar         | 1:1 n. V. | SG Dynamo Dresden      |
| BFC Dynamo II            | 2:2 n. V. | FC Rot-Weiß Erfurt     |
| FC Carl Zeiss Jena       | 1:0       | BSG Lokomotive Stendal |
| FC Karl-Marx-Stadt       | 1:2       | F.C. Hansa Rostock     |
| HFC Chemie               | 5:1       | ASG Vorwärts Leipzig   |
| BFC Dynamo               | 4:1       | ASG Vorwärts Meiningen |
| FC Vorwärts Berlin       | 2:0       | BSG Motor Köpenick     |

### Wiederholungsspiele
Die Spiele fanden am 7. Dezember 1966 statt.
|                    | Ergebnis |                          |
| ------------------ | -------- | ------------------------ |
| BSG Motor Zwickau  | 3:0      | 1. FC Lokomotive Leipzig |
| SG Dynamo Dresden  | 2:0      | BSG Motor Weimar         |
| FC Rot-Weiß Erfurt | 3:2      | BFC Dynamo II            |

## Viertelfinale
Die Spiele fanden am 10. Dezember 1966 statt.
|                    | Ergebnis  |                    |
| ------------------ | --------- | ------------------ |
| SG Dynamo Dresden  | 2:4       | FC Vorwärts Berlin |
| BSG Motor Zwickau  | 2:0       | FC Rot-Weiß Erfurt |
| FC Carl Zeiss Jena | 0:2       | F.C. Hansa Rostock |
| BFC Dynamo         | 1:2 n. V. | HFC Chemie         |

## Halbfinale
Die Spiele fanden am 11. und 12. April 1967 statt.
|                    | Ergebnis  |                    |
| ------------------ | --------- | ------------------ |
| BSG Motor Zwickau  | 2:0       | HFC Chemie         |
| F.C. Hansa Rostock | 0:0 n. V. | FC Vorwärts Berlin |

### Wiederholungsspiel
Das Spiel fand am 19. April 1967 statt.
|                    | Ergebnis |                    |
| ------------------ | -------- | ------------------ |
| FC Vorwärts Berlin | 0:1      | F.C. Hansa Rostock |

## Finale

### Statistik
| Paarung                   | BSG Motor Zwickau – F.C. Hansa Rostock |
| Ergebnis                  | 3:0 (2:0) |
| Datum                     | Sonntag, 30. April 1967 um 16.00 Uhr |
| Stadion                   | Stahlstadion, Brandenburg |
| Zuschauer                 | 10.000 |
| Schiedsrichter            | Helmut Bader (Bremen/Rhön) |
| Schiedsrichterassistenten | Hans Schulz (Görlitz), Erhard Müller (Kriebitzsch) |
| Tore                      | 1:0 Albert Beier (23.) 2:0 Hartmut Rentzsch (45.) 3:0 Peter Henschel (48.) |
| BSG Motor Zwickau         | Jürgen Croy – Harald Söldner, Alois Glaubitz, Albert Beier, Erwin Erdmann – Harald Irmscher, Horst Jura – Volkmar Resch, Hartmut Rentzsch, Peter Henschel, Hartmut Hoffmann Cheftrainer: Horst Oettler |
| F.C. Hansa Rostock        | Jürgen Heinsch – Dieter Wruck, Kurt Zapf, Peter Sykora – Herbert Pankau, Manfred Rump – Günter Madeja, Heino Kleiminger, Jürgen Decker, Klaus-Dieter Seehaus, Werner Drews Cheftrainer: Gerhard Gläser |

### Spielverlauf
So klar wie letztlich das Ergebnis ausfiel, war auch die Ausgangslage. Motor Zwickau reiste in Bestbesetzung mit dem späteren Oberligatorschützenkönig Rentzsch in Brandenburg an, während den Rostockern mit Hergesell und Sackritz zwei wichtige Abwehrspieler und mit Barthels und Wolfgang Wruck zwei etatmäßige Stürmer fehlten. In seiner Not hatte Rostocks Trainer Gläser den 38-jährigen längst in den Ruhestand verabschiedeten Kurt Zapf in der Verteidigung aufgeboten.
Zwickau startete furios, hatte schon in den ersten fünf Minute klare Torchancen. Während die Sachsen im modernen 4-2-4-System spielten, kam Hansa Rostock im althergebrachten 3-2-5 daher, spielte zögerlich und unbeweglich. Kam man trotzdem einmal gefährlich vor das Zwickauer Tor, haperte es mit der Chancenverwertung. Obwohl Rostock nach der ersten Drangphase der Motorelf ein gewisses Gleichgewicht herstellen konnte, war doch der Zwickauer Führungstreffer in der 23. Minute hoch verdient. Irmscher schoss einen Freistoß wuchtig durch die Rostocker Abwehrmauer, sodass Torwart Heinsch nur noch abprallen lassen konnte. Abwehrspieler Beier stieß blitzschnell vor und vollendete per Kopfball. Rostocks Ausgleichsbemühungen blieben anschließend in der sicher stehenden gegnerischen Abwehr hängen, Drews aus wenigen Metern vor dem Tor verschossene Großchance war symptomatisch für die Schuss-Schwäche der Ostseestädter. Kurz vor dem Pausenpfiff sorgte Zwickaus Torjäger Rentzsch für die Vorentscheidung. Erneut mit einem Kopfball auf Flanke seines Linksaußen Hoffmann erzielte er das 2:0. Den Rest besorgte sein Sturmpartner Henschel drei Minuten nach Wiederanpfiff. Nach einem Sololauf auf der rechten Seite überspielte er zum Schluss Oldie Zapf aus und schob überlegt mit dem linken Fuß den Ball in das Rostocker Tor. Danach verflachte die bis dahin rassig Partie, Rostock resignierte und Zwickau verwaltete seinen beruhigenden Vorsprung. Die besten Akteure des Spiels standen verständlicherweise auf Zwickauer Seite, an Torwart Croy kam kein Rostocker vorbei, Regisseur Irmscher dirigierte das Spiel seiner Mannschaft souverän. Aus dem Rostocker Torso fielen lediglich Seehaus und Madeja mit guten Ansätzen auf.
Kommentar des DDR-Nationaltrainers Károly Sós: „Ein überaus verdienter Sieg der Zwickauer, die frischer und zügiger spielten und ihren Gegner jederzeit im Griff hatten. Die Rostocker dagegen litten an ihren bekannten Sturmschwächen und ihrer geringen Durchschlagskraft.“ (Deutsches Sportecho 2. Mai 1967)